# Погоново
Пого́ново (устар. Погонное) — пресное озеро в Хохольском районе Воронежской области России. Одно из крупнейших озёр области. Расположено в пойме реки Дон, напротив села Рудкино, недалеко от устья реки Воронеж.
Площадь озера — 1,15 км². Расположено на высоте 87,7 м над уровнем моря.
Западный берег низкий, пологий, частично заболоченный. Восточный берег более возвышенный, в который вдаются 3 крупных балки (Сашин Лог, Тёплый Лог и Клешни). С востока к озеру подступает густой сосновый лес. На северной оконечности озера расположено урочище Чечеры. До ВОВ на берегу озера находились населённые пункты Погоново и Краснопогоново.
Озеро входит в число памятников природы Воронежской области. На берегах озера стоянка древнего человека железного века «Озеро Погоново».
Озеро за его чистоту, красоту и характерные очертания воронежцы сравнивают с Байкалом. В озере водятся окунь, серебряный карась, плотва, лещ, сазан, щука и судак. Среди водоплавающих птиц здесь обитают чайки, цапли и множество других редких птиц.
В 1970-х годах на берегу озера располагалась усадьба рыбного хозяйства с жилым домом.
Озеро дало название расположенному на северо-востоке от него полигону Министерства обороны России Погоново.